# Movimento de Mulheres Camponesas
O Movimento de Mulheres Camponesas (MMC) é um movimento social popular brasileiro, fundado em 2004, que representa as mulheres trabalhadoras rurais do país.
Defende a reforma agrária e a implementação de políticas públicas que promovam a agricultura familiar e agroecológica, com o uso de fontes de energia alternativas e a preservação do meio ambiente.

## Histórico
A organização das trabalhadoras rurais remonta à década de 1980, com grupos ligados à Pastoral da Terra e à Teologia da Libertação, como o Movimento de Mulheres Agricultoras (MMA) em Santa Catarina.
Esse movimento possui uma história de luta de mais de três décadas. Em 1980, diferentes movimentos se consolidavam nos estados, junto ao surgimento de movimentos do campo. Motivados pelo desejo de “Reconhecimento e Valorização das Trabalhadoras Rurais”, fortaleceram a presença política com a criação de bandeiras de luta e garimpando seus direitos através da luta. Nesse período, o grupo se denominava como Movimento das Mulheres Agricultoras (MMA) - nome que permaneceu até 2004.
O primeiro momento é a fase de sua criação na década de 1980, as lutas pela documentação e reconhecimento enquanto trabalhadoras rurais; como segundo, a fase na década de 1990, em que o movimento assume lutas ligadas a questão de gênero, mais explicitamente. A Assembleia do MMA, realizada em 2001 na cidade de Concórdia/SC, traçou o que considero um momento crucial para a trajetória do movimento, o qual pode ser caracterizado como um terceiro momento. Esta terceira fase é marcada pela exteriorização de uma postura feminista das militantes, porque é neste momento que o movimento se caracteriza como um ‘movimento camponês e feminista’ (...) Com a filiação do MST à Via Campesina, a partir do final da década de 1990 até hoje, esse movimento passou a se autodenominar camponês, mesmo mantendo a antiga denominação.
Ao longo da década de 1990, começou uma articulação nacional entre grupos, que em 1995 criaram a Articulação Nacional de Mulheres Trabalhadoras Rurais (ANMTR). Em 2004, a AMTR tornou-se o MMC, para englobar sob o nome de "camponesas" uma ampla variedade de mulheres que trabalham no campo, incluindo agricultoras, assalariadas rurais, pescadoras e extrativistas, filiando-se também à Via Campesina
O MMC é resultado da união de vários movimentos de mulheres do campo e a adesão do movimento à Via Campesina. O termo “camponês” foi debatido e englobado, levando a mudança na nomenclatura do movimento, que busca a heterogeneidade das mulheres do campesinato, sejam elas agricultoras, pescadoras, extrativistas ou demais atividades que se encaixam nos ideais do movimento.